# Szkoła Mistrzostwa Sportowego w Białymstoku
Szkoła Mistrzostwa Sportowego w Białymstoku – szkoła mistrzostwa sportowego utworzona 23 października 1997 przy Zespole Szkół Rolniczych Centrum Kształcenia Praktycznego w Białymstoku. Szkoła ściśle współpracuje z klubem Podlasie Białystok, a jej uczniowie osiągają wysokie wyniki w rozgrywkach lekkoatletycznych.
Kadra trenerska: mgr Piotr Orłowski, mgr Mariusz Roszkowski, mgr Robert Nazarkiewicz,  mgr Wojciech Niedźwiecki, Tomasz Dąbrowski, mgr Przemysław Zabawski, mgr Jan Zalewski.
Szkoła prowadzi dwie klasy: lekkoatletyczną oraz siatkarską. 
Szkoła posiada nowoczesną bazę treningową min. halę sportową, halę do treningu lekkoatletycznego z bieżnią oraz rzutnią i skocznią.